# ونوس لاکس
ونوس لاکس (انگلیسی: Venus Lux؛ زادهٔ ۱۰ اکتبر ۱۹۹۰) یک بازیگر پورنوگرافی تراجنسیتی اهل ایالات متحده آمریکا است.
او یک زن ترنس است و او تغییر جنسیت انجام داده است و از مرد به زن ترنس تبدیل شده است،